# Liftra
Liftra Holding ApS eller Liftra ApS er en dansk producent af lifte til vindmøller med hovedkvarter i Aalborg. Foruden liftproduktionen, så servicerer, installerer og leverer de også vindmølle-dele. Liftra har 564 ansatte (2024) og leverer til over 30 lande. I regnskabsåret 2024 omsatte de for 833 mio. kroner. Liftra blev etableret i 2003 i Aalborg af ingeniørerne Per Eske Fenger og Jens Mortensen.